# Cristina D'Avena e i tuoi amici in TV 5
Cristina D'Avena e i tuoi amici in TV 5 è una raccolta della cantante Cristina D'Avena.

## Descrizione
L'album contiene alcune sigle dei cartoni animati andati in onda sulle reti Mediaset nel periodo intorno alla pubblicazione; il brano Peter Pan è l'unico inedito precedentemente pubblicato su 45 giri; i brani Benvenuta Gigì, I tenerissimi, Scuola di polizia, Conosciamoci un po' e Un regno incantato per Zelda sono del tutto inediti; sette brani erano già editi su 33 giri (Là sui monti con Annette su Fivelandia 2, Rascal il mio amico orsetto su Fivelandia 3, Magica, magica Emi su Fivelandia 4, Una per tutte tutte per una e Siamo quelli di Beverly Hills su Fivelandia 6, Denny su Cristina D'Avena e i tuoi amici in tv 2); il brano Andrea proviene dall'album Licia dolce Licia e i Bee Hive pubblicato nel 1987.
Questo è stato l'ultimo volume della raccolta ad essere stato pubblicato in formato LP; dal successivo volume la pubblicazione sarà limitata a musicassetta e CD.

## Tracce
1. Peter Pan (Alessandra Valeri Manera/Carmelo Carucci) 3:23
2. Benvenuta Gigì (A. Valeri Manera/C. Carucci) 2:59
3. I Tenerissimi (A. Valeri Manera/C. Carucci) 3:11
4. Pippo e Menelao (A. Valeri Manera/Vincenzo Draghi) 3:44
5. Denny (A. Valeri Manera/C. Carucci) 3:10
6. Andrea (A. Valeri Manera/C. Carucci) 2:01
7. Rascal - Il mio amico orsetto (Luciano Beretta/Augusto Martelli) 3:55
8. Scuola di Polizia (A. Valeri Manera/C. Carucci) 3:24
9. Conosciamoci un po' (A. Valeri Manera/Massimiliano Pani) 4:07
10. Un regno incantato per Zelda (A. Valeri Manera/C. Carucci) 3:05
11. Una per tutte, tutte per una (A. Valeri Manera/C. Carucci) 2:59
12. Magica, magica Emi (A. Valeri Manera/Giordano Bruno Martelli) 3:16
13. Siamo quelli di Beverly Hills (A. Valeri Manera/C. Carucci) 2:59
14. Là sui monti con Annette (A. Valeri Manera/G. B. Martelli) 3:37

## Interpreti e cori
- Cristina D'Avena (tutte le tracce)

- i Piccoli Cantori di Milano diretti da Laura Marcora

## Dati di Vendita
L'album ha venduto 70 000 copie